# Falling Down (chanson de Duran Duran)
Pour les articles homonymes, voir Falling Down.
Singles de Duran Duran
Nice
(2005) All You Need Is Now
(2010)
Singles par Justin Timberlake
LoveStoned
(2007) Until the End of Time
(2007)
Falling Down est une chanson du groupe anglais Duran Duran, sortie en single en 2007. C'est l'unique extrait de Red Carpet Massacre, 12e album studio du groupe, également sorti en 2007.

## Historique
La chanson est enregistrée à la fin des sessions, en juin 2007, avec Justin Timberlake.
Malheureusement, le single ne sort même pas en CD aux États-Unis. Il n'aura pas le succès escompté, se classant notamment 52e au Royaume-Uni (pire classement du groupe derrière Someone Else Not Me en 2000). Sony BMG refusera alors de sortir un second single extrait de l'album. Le label ne voulait pas dépenser plus d'argent, notamment en raison du coup global du projet, après l'album avorté Reportage. Néanmoins, Falling Down est un succès en Italie où il se classe à la 2e place.

## Clip
Le clip de Falling Down met en scène des mannequins dans un centre de désintoxication. Les membres du groupe Duran Duran incarnent des médecins et employés du centre. Ils ont publiquement déclaré que Britney Spears avait servi d'inspiration pour les personnages du clip
Le clip a été filmé en aoüt 2007 à Los Angeles et réalisé par Anthony Mandler,.
Le clip est dévoilé le 16 octobre 2007 sur Yahoo! Music. Il sera censuré par certaines chaines de télévision.

## Liste des titres

### CD: Epic / 88697 19130 2 (Royaume-Uni)
1. Falling Down – 5:42
2. (Reach Up for The) Sunrise (live) – 3:26

### CD promotionnel: Epic (États-Unis)
1. Falling Down (Radio Edit) – 3:40
2. Falling Down (version extended) – 5:42

### CD promotionnel: Epic (Royaume-Uni)
1. Falling Down (Sebastian Leger Vocal Mix) – 7:25
2. Falling Down (Sebastian Leger Dub) – 6:14
3. Falling Down (T-empo Main Mix) – 7:36
4. Falling Down (Freeks Main Mix) – 7:12
5. Falling Down (Ashanti Boys Main Mix) – 6:03
6. Falling Down (Freeks Instrumental) – 7:12
7. Falling Down (Sebastian Leger Radio Mix) – 3:48
8. Falling Down (Original Version) (Radio Edit) – 3:40

### CD promotionnel: Epic (États-Unis)
1. Falling Down (Single Edit) – 3:40
2. Falling Down (Album Version) – 5:42
3. Falling Down (Ashanti Boys Main Mix) – 6:03
4. Falling Down (Freeks Main Mix) – 7:12
5. Falling Down (Sebastian Leger Vocal Mix) – 3:48
6. Falling Down (Freeks Instrumental) – 7:12
7. Falling Down (Sebastian Leger Dub) – 6:14
8. Falling Down (Jeff Barringer Mix) – 3:44

## Classements
| Pays et classement (2007-2008) | Meilleure position |
| ------------------------------ | ------------------ |
| Allemagne (Media Control AG)   | 79                 |
| Italie (FIMI)                  | 2                  |
| Royaume-Uni (UK Singles Chart) | 52                 |
| Suisse (Schweizer Hitparade)   | 60                 |
| Tchéquie (IFPI Rádio)          | 6                  |
| États-Unis (Adult Pop Songs)   | 25                 |

## Crédits
Duran Duran
- Nick Rhodes : claviers
- Simon Le Bon : chant principal
- John Taylor : guitare basse
- Roger Taylor : batterie

Autres
- Justin Timberlake : voix additionnelles et production[1]
- Jean-Marie Horvat : mixage
- Dom Brown : guitare